# Tomopterna damarensis
Tomopterna damarensis és una espècie de granota que viu a Namíbia.